# Paganico
Paganico est une frazione de la commune de Civitella Paganico, province de Grosseto, en Toscane, Italie.
C'est le village le plus peuplé de la municipalité, avec une population de 961 habitants au recensement de 2011.
Le hameau est situé dans la Maremme grossetaine, le long de le fleuve Ombrone, à 25 km de la ville de Grosseto.

## Monuments
- Église San Michele Arcangelo (XIIIe siècle)
- Palazzo Pretorio (XIVe siècle)
- Murailles de Paganico avec le Cassero Senese

## Galerie

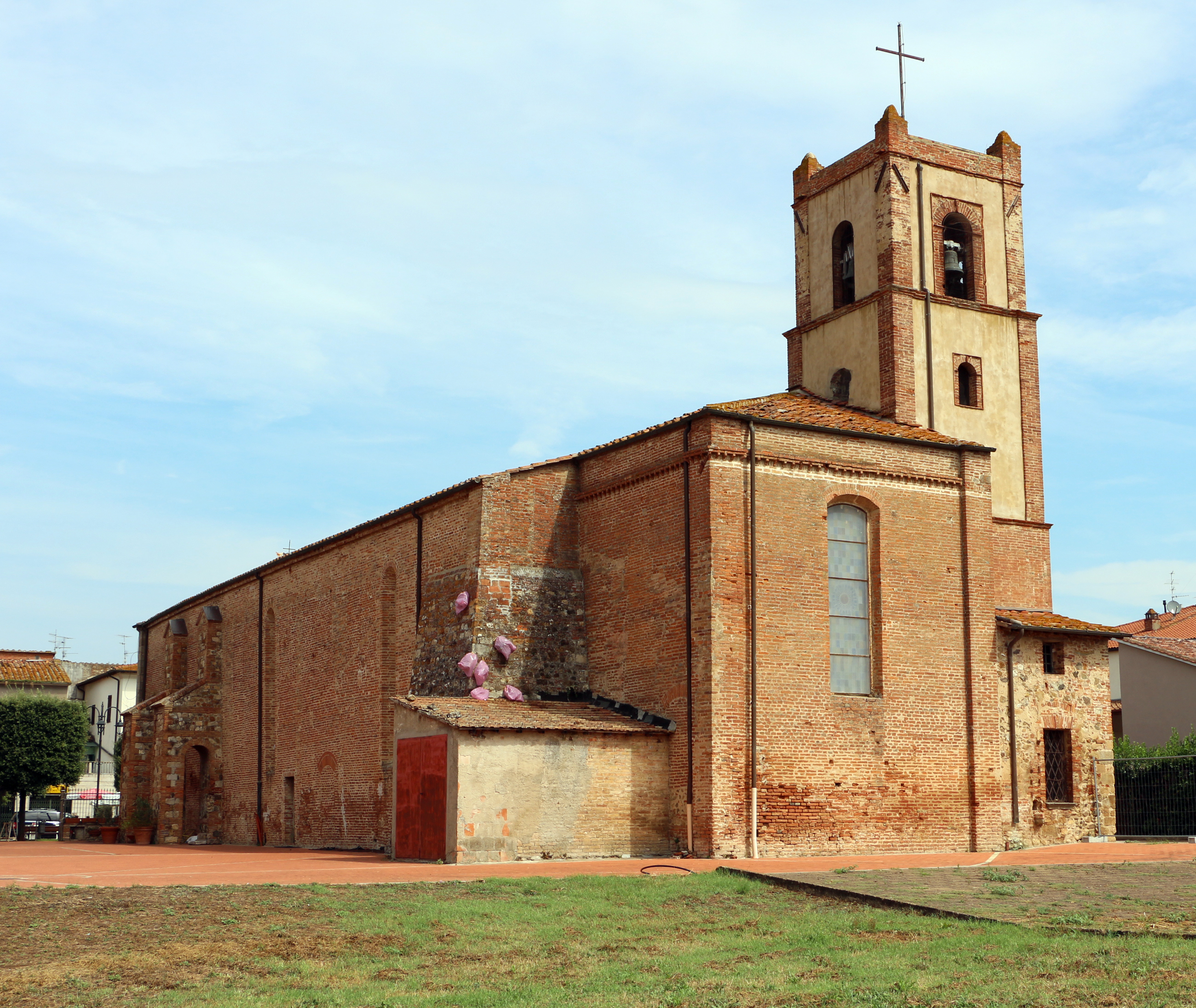
Eglise San Michele Angelico
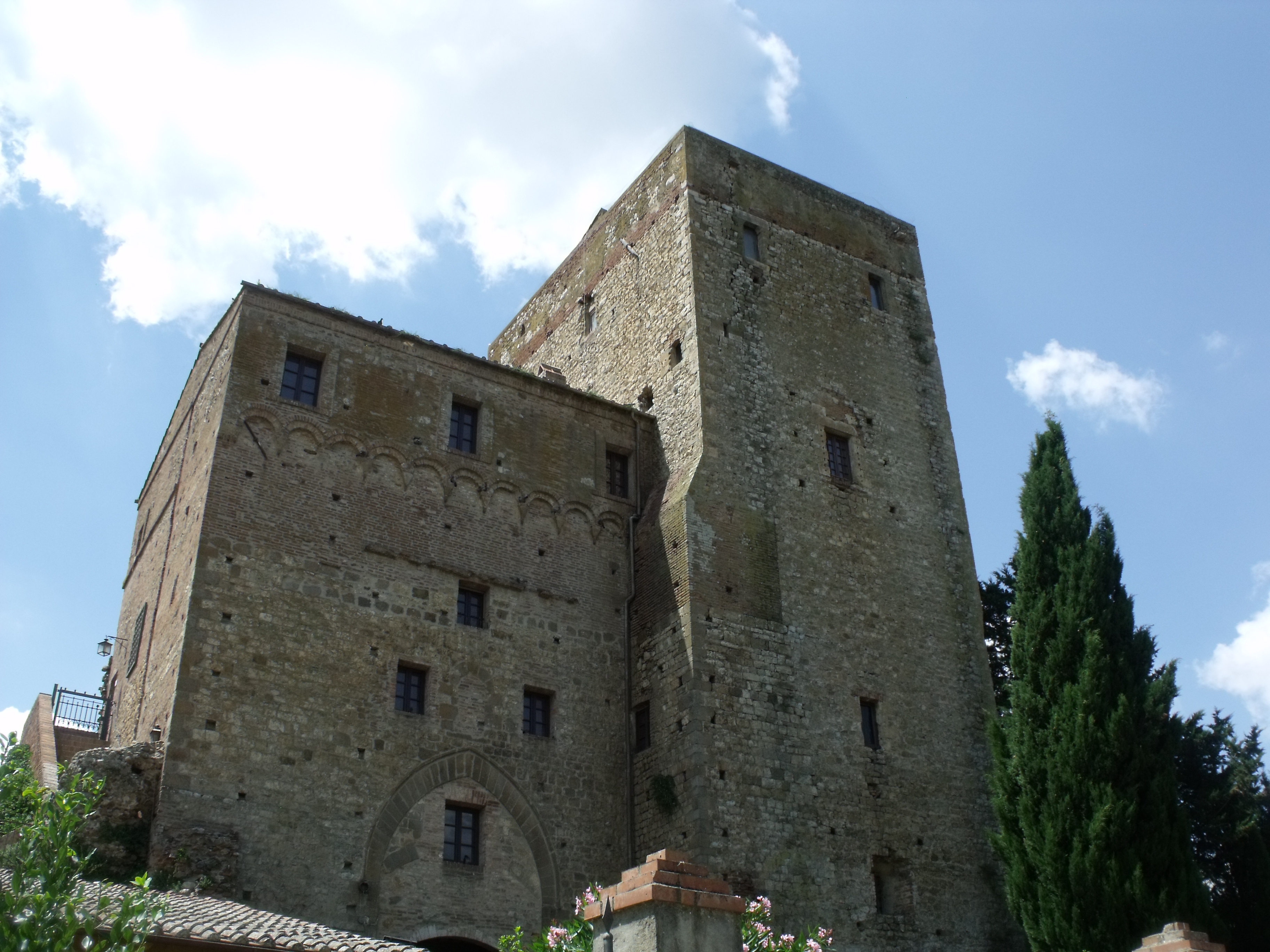
Cassero Senese
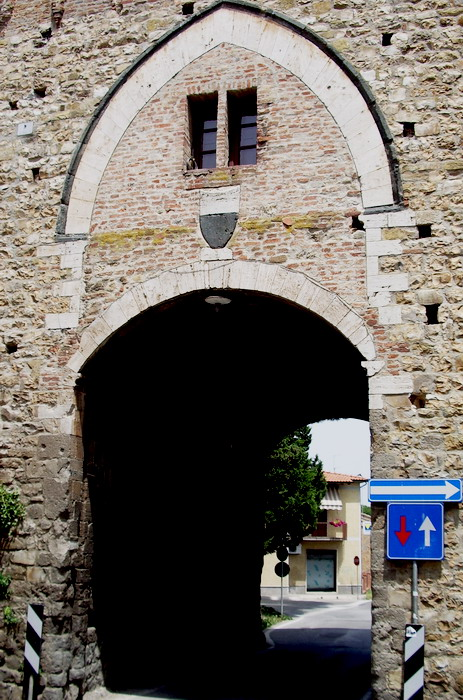
Porte intérieur
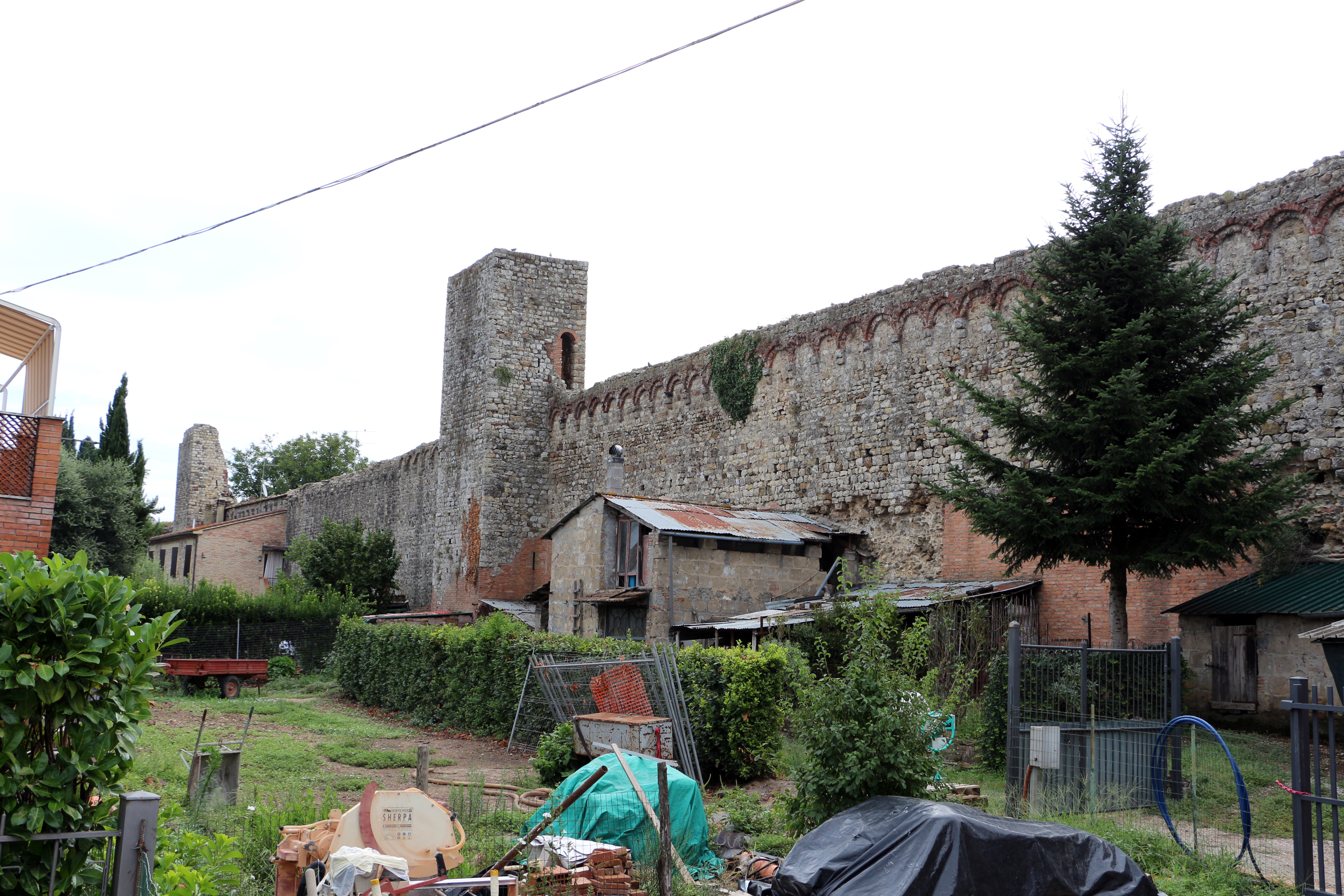
Murailles de Paganico